# Venera-D
La sonda Venera-D (in russo Венера-Д? D sta per Dolgozhivuschaya in italiano lunga vita) è un progetto spaziale russo dell'IKI per l'esplorazione di Venere, il cui lancio era previsto intorno al 2016, ma che, dopo una riprogettazione delle missioni spaziali dell'Agenzia Spaziale Russa è slittato prima al 2026, poi al 2029,, e successivamente al 2031.

## Caratteristiche
La sonda Venera-D si ispira alla missione statunitense Magellano, ma utilizzerà un sistema radar di maggiore potenza. Altro scopo della sonda è anche quello di localizzare sulla superficie siti per futuri atterraggi. Il progetto venne approvato il 22 ottobre del 2005 e doveva essere sviluppato tra il 2006 e il 2015.
La Venera-D è la prima sonda russa che verrà inviata su Venere (le sonde Venera del passato vennero lanciate dalla precedente Unione Sovietica). La sonda vuole servire da modello sperimentale per una nuova generazione di sonde russe destinate all'esplorazione di Venere, le quali saranno dotate anche di moduli di discesa e atterraggio capaci di sopportare le difficili condizioni ambientali dell'atmosfera venusiana per un tempo maggiore rispetto al passato. Per non incorrere a costi troppo elevati la nuova sonda assomiglierà molto probabilmente alle sonde dell'era sovietica, ma conterà sulle nuove tecnologie sviluppate dalla Russia dopo le ultime missioni dell'URSS su Venere (Vega 1 e Vega 2, nel 1985). È previsto che la Venera-D sarà lanciata a bordo di un razzo Proton, ma potrebbe venir progettata anche per il lancio con un più potente razzo Angara.
La Venera-D fa parte di un programma di rinnovamento dell'industria spaziale russa, dopo la missione Fobos-Grunt, la prima sonda russa diretta verso Marte dopo il fallimento della Marsnik 96.

## Potenziale collaborazione con la NASA
Nel 2014, gli scienziati russi chiesero alla NASA se fosse interessata a collaborare con alcuni strumenti alla missione. Nell'ambito di questa potenziale collaborazione, nel 2015 è stato istituito il gruppo di studio "Venera-D Joint Science Definition Team" (JSDT). Venera-D potrebbe incorporare alcuni componenti statunitensi, tra cui palloni, un subsatellite per le misurazioni del plasma o un longevo lander che potesse studiare la superficie per almeno 90 giorni. Any potential collaboration is still under discussion.
I potenziali strumenti scientifici che la NASA potrebbe contribuire includono uno spettrometro Raman e uno spettrometro a raggi X Alpha-Proton (APXS). Inoltre, i tre tipi di piattaforme manovrabili atmosferiche presi in considerazione dalla NASA includono palloni ad alta pressione, palloni a quota controllata, velivoli semi-galleggianti e velivoli a energia solare.
La Venus Atmosphere Mobile Platform (VAMP) a energia solare è attualmente in fase di sviluppo da parte della Northrop Grumman Corporation. Se inclusa, sarebbe in grado di volare all'interno dello strato di nubi tra 50 e 62 km, e potrebbe operare oltre 117 giorni terrestri, il periodo della giornata venusiana Trasporterebbe strumenti per acquisire osservazioni della struttura atmosferica, della circolazione, della radiazione, della composizione e delle tracce di gas presenti nell'atmosfera.
Un altro carico utile proposto è LLISSE (Long Lived In-situ Solar System Explorer), che utilizza nuovi materiali ed elettronica resistente al calore che consentirebbe il funzionamento indipendente per circa 90 giorni terrestri. This endurance may allow to obtain periodic measurements of weather data to update global circulation models and quantify near surface atmospheric chemistry variability. Questa resistenza può consentire di ottenere misurazioni periodiche dei dati meteorologici per aggiornare i modelli della circolazione globale atmosferica e quantificare la variabilità chimica nei pressi della superficie. LLISSE ha la forma di piccolo cubo di 20 cm pesante circa 10 kg. Il lander può trasportare due unità LLISSE; uno sarebbe alimentato a batteria (3.000 h) e l'altro sarebbe alimentato dal vento.
A seguito delle sanzioni statunitensi imposte a seguito dell'invasione russa dell'Ucraina nel 2022, il direttore generale di Roscosmos Dmitry Rogozin ha annunciato che qualsiasi partecipazione continua tra Russia e Stati Uniti su Venera-D era inappropriata.